# Ropicosybra spinipennis
Ropicosybra spinipennis är en skalbaggsart som först beskrevs av Maurice Pic 1926. Ropicosybra spinipennis ingår i släktet Ropicosybra och familjen långhorningar.
Artens utbredningsområde är:
- Laos.
- Myanmar.

Inga underarter finns listade i Catalogue of Life.